# 中国共産党広東省委員会
中国共産党広東省委員会（ちゅうごくきょうさんとうカントンしょういいんかい）は中国共産党に所在する広東省を運営する組織である。
中国共産党広東省委員は中国共産党広東省大会という選挙によって選出される。大会が開催されていない期間は、中国共産党中央委員会の指示を広東省で実行し、広東省の行動を指導し、中国共産党中央委員会に定期的に報告する。

## 沿革
中国共産党広東省委員会は1955年7月1日に設置された中国共産党中央華南分局が前身である。

## 職責
『中国共産党地方委員会工作条例』によると、中国共産党地方委員会は主に政治、思想と組織指導を実行し、以下の職能を担う。
1. 地域の主要な問題についての意思決定を行う。
2. 法的手続きを通じて、党組織の主張を地方の規制、地方政府の規則又はその他の政令にする。
3. 地域の思想文化宣伝工作に対する指導を強化し、イデオロギー工作の指導権、発言権をしっかりと掌握する。
4. 幹部管理権限に従い幹部を任免し、管理し、地方国家機関、政協組織、人民団体、国有企業事業単位等に重要幹部を推薦する。
5. 人民代表大会、政府、政治協商会議、裁判所、検察院、人民団体などが法により規約に基づき独立して責任を負い、協調一致して業務を展開することを支持・保証し、これらの組織における党グループの指導の核心的役割を発揮する。
6. 地域の群団活動と統一戦線活動に対する指導を強化する。
7. 所属する党組織と広範な党員を動員、組織し、大衆を団結させて党の目標任務を実現する。

## 構成機関
『広東省機構改革方案』によると、中国共産党広東省委員会には15の工作機関が設置され、工作機関が管理する機関（副庁級）が1つある。中国共産党広東省委員会は以下の機構を設置している。
- 中国共産党広東省委員会弁公庁

### スキル部門
- 中国共産党広東省委員会組織部
- 中国共産党広東省委員会宣伝部
- 中国共産党広東省委員会統一戦線工作部
- 中国共産党広東省委員会政法委員会

### 仕事部門
- 中国共産党広東省委員会組織部政策研究室
- 中国共産党広東省委員会組織部国家安全委員会弁公室
- 中国共産党広東省委員会網絡安全・情報化委員会弁公室
- 中国共産党広東省委員会財経委員会弁公室
- 中国共産党広東省委員会機構編成委員会弁公室
- 中国共産党広東省委員会軍民融合発展委員会弁公室
- 中国共産党広東省委員会台港澳工作弁公室
- 中国共産党広東省委員会巡回指導者小組弁公室
- 中国共産党広東省委員会老幹部局

### 派遣機関
- 中国共産党広東省委員会直属機関工作委員会

### 直属事業単位
- 中国共産党広東省委員会党校
- 広東社会主義学院
- 『広東日報（中国語版）』社
- 中国共産党広東省委員会党史研究院
- 広東省公文書館

……

### 作業組織が管理する機関
- 中国共産党広東省委員会機密局（省委員会弁公庁が管理する）

## 歴代の書記
| 肖像 | 氏名   | 就任           | 退任           | 注    |
| ---- | ------ | -------------- | -------------- | ----- |
|      | 葉剣英 | 1949年9月6日   | 1955年5月      |       |
|      | 陶鑄   | 1955年7月      | 1965年2月      |       |
|      | 趙紫陽 | 1965年2月      | 1967年3月      |       |
|      | 黄永勝 | 1968年2月      | 1969年11月     |       |
|      | 劉興元 | 1969年11月     | 1972年12月     |       |
|      | 丁盛   | 1972年12月     | 1973年12月     |       |
|      | 趙紫陽 | 1974年4月      | 1975年10月     |       |
|      | 韋国清 | 1975年10月     | 1978年12月     |       |
|      | 習仲勲 | 1978年12月     | 1980年11月     |       |
|      | 任仲夷 | 1980年11月     | 1985年7月      |       |
|      | 林若   | 1985年7月      | 1991年1月      |       |
|      | 謝非   | 1991年1月      | 1998年3月      |       |
|      | 李長春 | 1998年3月      | 2002年11月     |       |
|      | 張徳江 | 2002年12月24日 | 2007年12月1日  |       |
|      | 汪洋   | 2007年12月1日  | 2012年12月18日 |       |
|      | 胡春華 | 2012年12月28日 | 2017年10月28日 | [ 1 ] |
|      | 李希   | 2017年10月28日 | 2022年10月28日 | [ 2 ] |
|      | 黄坤明 | 2022年10月28日 | 現在           | [ 3 ] |

## 歴代の構成員
第四期省委（1978年4月-1983年2月）
- 第一書記：韋国清（1978年4月 - 1978年12月）、習仲勲（1978年12月 - 1980年11月）、任仲夷（1980年11月 - 1983年2月）
- 第二書記：習仲勲（1978年4月 - 1978年12月）、楊尚昆（1978年12月 - 1980年11月）
- 常務書記：焦林義（1978年4月 - 1979年11月）
- 書記：王首道（1978年4月 - 1978年11月）、劉田夫（1978年4月 - 1983年2月）、李堅真（1978年4月 - 1983年2月）、郭栄昌（1978年4月 - 1983年2月）、王全国（1978年4月 - 1982年10月）、呉南生（1978年4月 - 1983年2月）、龔子栄（1978年12月 - 1982年4月）、王徳（1979年2月 - 1983年2月）、尹林平（1979年12月 - 1983年2月）、呉冷西（1980年3月 - 1982年4月）、梁霊光（1980年11月 - 1983年2月）、林若（1982年12月 - 1983年2月）、王寧（1982年12月 - 1983年2月）

第五期省委（1983年2月-1985年7月取消省委第一書記前）
- 第一書記：任仲夷
- 書記：林若、梁霊光、謝非、呉南生、王寧
- 常委：任仲夷、林若、梁霊光、謝非、呉南生、王寧、彭士祿（至1984年11月）、李建安、葉澄海（至1984年9月）、楊應彬、杜瑞芝、淩伯棠、宋志英、張明遠

第五期省委（1985年7月取消省委第一書記後-1988年5月）
- 書記：林若（1985年7月 - 1991年1月）
- 副書記：葉選平、謝非、王寧、郭栄昌
- 常　委：林若、葉選平、謝非、王寧、郭栄昌、宋志英、鄭国雄、王宗春、張明遠、張巨惠、劉維明、張岳琦、方苞

第六期省委（1988年5月-1993年5月）
- 書記：林若、謝非
- 副書記：葉選平、郭栄昌、張帼英、朱森林
- 常務委員：宋志英、鄭国雄、王宗春、張巨惠、方苞、于飛、黄浩、張帼英、傅鋭、盧瑞華、高祀仁、黄華華、厲有為、梁広大、温玉柱

第七期省委（1993年5月-1998年5月）
- 書記：謝非
- 副書記：朱森林、張帼英（女）、黄華華
- 常務委員：王宗春、傅鋭、盧瑞華、高祀仁、厲有為、梁広大、温玉柱、盧鐘鶴、張高麗、欧広源、陳紹基

第八期省委（1998年5月-2002年5月）
- 書記：李長春
- 副書記：盧瑞華、黄華華、高祀仁、張高麗、黄麗満（女）、陳紹基
- 常務委員：王岐山、温玉柱、盧鐘鶴、欧広源、于幼軍、劉鳳儀、王華元、蔡東士

第九期省委（2002年5月-2007年5月）
- 書記：李長春（2002年5月-2002年12月)、張徳江（2002年12月-2007年5月）
- 副書記：盧瑞華、黄華華、黄麗満（女）、陳紹基、王華元、欧広源
- 常務委員：于幼軍、蔡東士、劉玉浦、劉国裕、鐘陽勝、黄龍雲、李鴻忠、梁国聚

第十期省委（2007年5月-2012年5月）
- 書記：張徳江（2007年5月-2007年12月）、汪洋（2007年12月-2012年5月）
- 副書記：黄華華（至2011年）、劉玉浦（至2010年）、朱小丹（2011年起）、朱明国（2010年起）
- 常務委員：朱明国（黎族）、黄龍雲、李鴻忠（2007年5月-2007年12月）、胡沢君、朱小丹、肖志恒、辛栄国、林雄、梁偉發（新當選）、周鎮宏（新當選）

第十一期省委（2012年5月-2017年5月）
- 書記：汪洋（-2012年12月）、胡春華（2012年12月-）
- 副書記：朱小丹（-2017年2月）、朱明国（-2013年11月）、馬興瑞（2013年11月-）、任学鋒（2017年2月-）
- 常務委員：汪洋（-2012年12月）、朱小丹（-2017年2月）、朱明国（-2013年11月）、黄先耀（-2017年5月）、王栄（-2015年3月）、李玉妹（女）（-2017年2月）、林雄（-2017年1月）、徐少華（-2017年1月）、林木声（-2016年3月）、庹震（-2015年7月）、万慶良（-2014年6月）、黄善春、李嘉（-2016年3月）、胡春華（2012年12月-）、馬興瑞（2013年11月-）、任学鋒（2014年8月-）、林少春（2015年4月-）、慎海雄（2015年8月-2018年2月）、鄒銘（2016年3月-）、王偉中（2017年3月-）、施克輝（2017年5月-）

第十二期省委（2017年5月-2022年5月）
- 書記：胡春華（-2017年10月）、李希（2017年10月-）
- 副書記：馬興瑞（-2021年12月）、任学鋒（-2018年10月）、王偉中（2018年12月-）、孟凡利（2022年4月-）
- 常務委員：胡春華（-2017年10月）、馬興瑞（-2021年12月）、任学鋒（-2018年10月）、王偉中、慎海雄（-2018年2月）、林少春（-2019年3月）、鄒銘（-2019年1月）、何忠友（-2019年12月）、施克輝（-2021年1月）、江淩（-2018年7月）、厳植嬋（女）（-2017年9月）、曽志權（-2018年7月）、李希（2017年10月-）、張利明（2018年1月-2021年6月）、傅華（2018年3月-2020年4月）、張碩輔（2018年7月-2021年12月）、葉貞琴（2018年12月-）、黄寧生（2019年1月-）、鄭雁雄（2019年1月-2020年7月）、張義珍（女）（2019年2月-2021年11月）、林克慶（2019年12月-）、張福海（2020年5月-）、張虎（2020年6月-）、宋福龍（2021年2月-）、陳建文（2021年3月-）、王守信（2021年6月-）、孟凡利（2022年4月-）

第十三期省委（2022年5月至今）
- 書記：李希（-2022年10月）、黄坤明（2022年10月-）
- 副書記：王偉中、孟凡利
- 常務委員：李希（-2022年10月）、王偉中、孟凡利、林克慶（-2023年6月）、宋福龍（－2024年12月）、張福海（-2022年10月）、陳建文（-2024年10月）、張虎、王曦、袁古潔（女）、張暁強（-2023年7月）、王瑞軍（2022年5月-2024年5月）、周河（2022年9月-2023年9月）、黄坤明（2022年10月-）、程福波（2022年12月-2024年4月）、郭永航（2023年6月-）、張弓（2023年9月-）、馮忠華（2024年6月-）、張国智(2024年10月-)